# Thomas Nkuissi
Thomas Nkuissi (* 7. Juli 1928 in Nkongsamba; † 16. März 2011) war ein kamerunischer Geistlicher und römisch-katholischer Bischof von Nkongsamba.

## Leben
Thomas Nkuissi empfing am 29. Juni 1958 die Priesterweihe in Nkongsamba. 1961 wurde Nkuissi nach einem Doktoratsstudium zum Dr. can. iur. promoviert.
Anstelle des 1970 wegen „subversiver“ Aktivitäten zum Tod verurteilten und 1971 begnadigten Bischofs von Nkongsamba, Albert Ndongmo, ernannte Papst Paul VI. 1973 Thomas Nkuissi zum Titularbischof von Luperciana und bestellte ihn in Nachfolge des damaligen Administrators Georges Siyam zum Apostolischen Administrator im Bistum Nkongsamba. Die Bischofsweihe spendete ihm am 15. April 1973 Agnelo Kardinal Rossi, Präfekt der Kongregation für die Evangelisierung der Völker; Mitkonsekratoren waren Kurienerzbischof Bernardin Gantin, Sekretär der Kongregation für die Evangelisierung der Völker, und Denis Ngande, Bischof von Bafoussam.
Am 15. November 1978 erfolgte die Ernennung zum dritten Bischof von Nkongsamba durch Papst Johannes Paul II. Am 21. November 1992 wurde seinem Rücktritt stattgegeben und André Wouking als Administrator eingesetzt. Die Gründe für seinen Rücktritt blieben offen, angeblich jedoch wegen Streitigkeiten um die Bestattung des im kanadischen Exils verstorbenen Albert Ndongmo.